# Niel Vogel
Nicolaas Cornelis (Niel) Vogel (Den Haag, 26 april 1874 – Amsterdam, 18 april 1915) was een Nederlands violist.
Hij was zoon van Jeanne Adriana de Quesne van Bruchem en mr. Johan Gregorius Vogel, destijds rechter aan het Kantongerecht Alphen aan den Rijn en in later jaren vicepresident van het Gerechtshof Amsterdam. Hijzelf was vanaf 1901 getrouwd met componist en zangeres Geertruida van Vladeracken.
Hij werd aan de Universiteit van Amsterdam opgeleid tot doctor in de rechtswetenschap, de studie werd afgerond middels het proefschrift Arbeidscontract van toonelisten (1899). Hij werd enige tijd advocaat en procureur.
Echter al in zijn jeugd had Niel Vogel vioolles aan de muziekschool van de Maatschappij tot Bevordering der Toonkunst in Alkmaar waarvan zijn vader, hij was er 1885 president van de rechtbank, mede-initiatiefnemer was. Niel Vogel is broer van J.Ph. Vogel. Vogel senior bracht meerdere kinderen van hem naar die school. Een tienjarige Niel Vogel stond al op het podium met twee broers en/of zussen. Nadat hij zijn studie rechten had afgerond, nam hij les bij Joseph Joachim in Berlijn. Terug in Nederland trad hij vanuit woonplaats Amsterdam in het voetspoor van zijn echtgenote op in diverse steden in Nederland, Zweden, Noorwegen en Duitsland (Bach-feesten in Eisenach). Directeur Daniël de Lange verwelkomde de beroepsmatige violist Vogel op de Nederlandse podia, waar Vogel wel al vanaf 1900 had opgetreden als amateurviolist onder mr. N.C. Vogel. Vogel was voorts vioolleraar in Amsterdam. Zijn specialiteit was viola d'amore; hij bouwde zelf ook violen. Het Vaderland omschreef hem als Bach-kenner.
Vogel werd begraven op Rustoord te Diemen.